# Olinda
Olinda (phát âm tiếng Bồ Đào Nha: [oˈlĩdɐ]) là một thành phố lịch sử nằm trên bờ biển Đại Tây Dương thuộc bang Pernambuco, đông bắc Brasil, thuộc đại đô thị Recife (thủ phủ của bang Pernambuco). Nó có diện tích 41,681 kilômét vuông (16,093 dặm vuông Anh) với dân số 389.494 người, tức là 9 người trên mỗi kilômét vuông. Olinda là một trong những thành phố thuộc địa được bảo tồn tốt nhất ở Brasil.
Olinda có một số điểm thu hút khách du lịch lớn như khu vực trung tâm lịch sử thành phố đã được UNESCO công nhận là Di sản thế giới, nhà thờ, lễ hội hóa trang của Olinda, một bữa tiệc đường phố nổi tiếng rất giống với các lễ hội hóa trang ở Bồ Đào Nha với việc bổ sung các điệu nhảy ảnh hưởng của châu Phi. Không giống như ở Rio de Janeiro và Salvador, việc tham dự lễ hội hóa trang ở Olinda hoàn toàn miễn phí.

## Lịch sử
Một số bộ lạc bản địa đã chiếm giữ bờ biển đông bắc Brasil trong vài nghìn năm và những ngọn đồi của đô thị Olinda ngày nay là nơi có các khu định cư của các bộ lạc Caetés và Tupinambá, thường xuyên xảy ra chiến tranh. Những người lính đánh thuê Pháp được cho là những người châu Âu đầu tiên đến khu vực này, nhưng người Bồ Đào Nha đã cạnh tranh với các thực dân khác khi xây dựng một thành trì trên ngôi làng Caeté cũ ở ngọn đồi cao nhất. Các nghiên cứu gần đây của Đại học Liên bang de Pernambuco đã phát hiện ra bằng chứng mới về dân cư trước thời thuộc địa trong khu vực. Khu định cư của Olinda được thành lập năm 1535 bởi Duarte Coelho Pereira, nó trở thành một thị trấn từ ngày 12 tháng 3 năm 1537. Nó được đặt làm trụ sở của lãnh thổ đoàn giáo sĩ Pernambuco năm 1614 và trở thành trụ sở của giáo phận Olinda năm 1676. Nền kinh tế của khu vực bị chi phối bởi việc sản xuất mía đường. Việc buôn bán nô lệ từ châu Phi hỗ trợ nền kinh tế đã biến Olinda thành một thành trì thuộc địa. Chế độ nô lệ tồn tại ở Olinda cho đến khi Lei Áurea hay Luật Vàng xóa bỏ chế độ nô lệ ở Brasil vào năm 1888.
Vào thế kỷ 17, Vương quốc Bồ Đào Nha đã hợp nhất với Tây Ban Nha (thời kỳ Liên minh Iberia 1580-1640). Tận dụng thời kỳ Bồ Đào Nha đang yếu kém, khu vực xung quanh Olinda và Recife đã bị chiếm đóng bởi những người Hà Lan, những người có quyền ra vào các đồn điền mía của Bồ Đào Nha. John Maurice, Hoàng tử Nassau-Siegen được bổ nhiệm làm thống đốc các vùng đất của Hà Lan tại Brasil vào năm 1637 bởi Công ty Tây Ấn Hà Lan theo đề nghị của Frederick Henry. Ông đã đến Recife, cảng của Pernambuco và là thành trì chính của Hà Lan vào tháng 1 năm 1637. Bằng một loạt các cuộc thám hiểm thành công, ông dần dần mở rộng lãnh thổ thuộc địa của Hà Lan từ Sergipe ở phía nam đến São Luís de Maranhão ở phía bắc. Ông cũng đã chinh phục các vùng đất của người Bồ Đào Nha là Saint George del Mina, Saint Thomas, và Luanda, Angola, trên bờ biển phía tây của châu Phi. Sau khi giải thể Liên minh Iberia năm 1640, Bồ Đào Nha thiết lập quyền lực tại các lãnh thổ đã mất của đế quốc.
Olinda suy giảm tầm quan trọng sau cuộc xâm lược của Hà Lan. Recife trở thành thủ phủ của Pernambuco vào năm 1827. Thành phố hiện đóng vai trò là vùng ngoại ô của khu vực đại đô thị Recife. Do vị trí lịch sử của nó mà nhà thờ chính tòa São Salvador do Mundo vẫn là trụ sở của tổng giáo phận Olinda và Recife, với thêm một nhà thờ chính tòa phụ ở Recife, ngoài ra Olinda còn có một tiểu vương cung thánh đường là Abacial do Mosteiro de São Bento de Olinda. Cả hai nhà thờ chính tòa và vương cung thánh đường này ở Olinda đều là một phần của Di sản thế giới.